# خالیجالی
خالیجالی (به ترکی آذربایجانی: Xallıcalı) یک منطقه مسکونی در جمهوری آذربایجان است که در شهرستان ماسال‌لی واقع شده است. خالیجالی ۶۶۶ نفر جمعیت دارد.